# Teal'c
Teal'c je fiktivní postavou ve sci-fi seriálu Hvězdná brána. Roli Teal'ca představuje herec Christopher Judge.

## Životopis
Teal'c je Jaffa, který nejdříve sloužil vládci soustavy Apophisovi jako jeho První muž, avšak později se přidal k týmu SG-1 z Tau'ri.
Teal'cův otec Ronac byl Prvním mužem vládce soustavy Kronose. Když jeho otec prohrál bitvu, kterou nebylo možné vyhrát, Kronos popravil jeho otce a Teal'ca a jeho matku vyhnal na planetu Chulak. Teal'c se přidal k Apophisovi v naději, že jednou pomstí smrt svého otce. Později se pod vedením mistra Bra'taca stal Prvním mužem Apophise. Poté dvakrát vzdoroval Apophisovi, když ušetřil životy dvou Jaffů, Va'lara a Del'nora, které měl rozkaz zabít. Po vítězství v bitvě s armádou goa'ulda Arkada někdo zabil ve spánku Teal'covu matku. O několik let později se Arkad přiznal, že je za to zodpovědný a Teal'c jej v souboji zabil (viz epizoda SG1:Odveta, v originále Talion). Teal'c se později oženil s jaffskou ženou Drey'auc a měl s ní syna Rya'ca.
Jeho osobní zkušenosti a spolupráce s Bra'tacem ho vedly k pochybnostem o božství Goa'uldů. V první epizodě seriálu, Děti bohů, přeběhl na stranu Tau'ri a s SG-1 odešel do SGC. Teal'c věřil, že válečníci z Tau'ri představovali možnost svrhnout Goa'uldy.